# Os Tabus da História
Os Tabus da História (título original em francês Les tabous de l´Histoire) e subtítulo 'a face oculta dos acontecimentos que mudaram o mundo é o título do livro de 2002 de autoria do professor Marc Ferro da Ecole des Hautes Etudes en Sciences Sociales.
Nesta obra Ferro questiona a historiografia e a política que fazem com que determinados assuntos sejam omitidos nas narrativas sobre fatos e pessoas do passado, como fruto de um viés que — embora ele não diga ser ideológico — faz parte de um processo complexo que leva a que sejam cometidos "esquecimentos históricos" sobre temas que se tornam verdadeiros tabus.
Neste sentido sua obra estabelece um novo paradigma ao historiador, ao empreender suas pesquisas e superar os obstáculos enfrentados (que vão desde as leis que impõem limites ao acesso à informação aos "guardiões" da memória); como frisou o autor neste livro, "quebrar
tabus perturba a ordem das coisas, causando mal-estar".

## Conteúdo
O autor, historiador, principia a obra com a narrativa de como ele próprio se viu impedido por si mesmo de tratar da sexualidade de Joana d'Arc durante um debate que participara na televisão, fazendo-o calar-se sobre o tema não pela censura ou pela autocensura, ou apesar destas, mas fruto de um amplo conjunto de fatores.
Ferro a seguir analisa casos como a omissão historiográfica em casos como o papel da resistência italiana, que matara mais soldados alemães que as tropas soviéticas, ou a diminuição do papel dos soviéticos durante II Guerra na França, por esse país ter se rendido tão rapidamente às tropas nazistas ou, ainda, a diversidade genética do povo judeu.
Conclui que a compreensão desses tabus vem a tornar o leitor mais crítico quanto aos fatos históricos narrados, resguardando-se quanto às "verdades" apresentadas.

## Impacto cultural
Na proposição de Ferro pode-se reavaliar desde escritores como o brasileiro Gilberto Freyre, autor do "clássico" Casa-Grande & Senzala onde suas ideias racistas de adepto da eugenia acabaram “fortemente eclipsadas pelo mito da
democracia racial”, a personalidades históricas como Getúlio Vargas dono da imagem de "salvador da pátria", ou mesmo do próprio Brasil como uma terra "cordial", de tolerância racial e religiosa.